# Hạm đội Baltic
Hai lần Huân chương cờ đỏ, Hạm đội Baltic (tiếng Nga: Балтийский флот), là một đơn vị của Hải quân Nga hoạt động tại các vùng biển Baltic chịu trách nhiệm phòng thủ cho nước Nga ở phía Tây.
Hạm đội có đại bản doanh tại Kaliningrad. Căn cứ chính và các trung tâm điều hành đóng trong biển Baltic. Được thành lập ngày 18 tháng 5 năm 1703, Hạm đội là sự hình thành lâu đời nhất của Hải quân Nga.
Tư lệnh hạm đội hiện tại là Phó Đô đốc Aleksandr Nosatov.